# 曼尼匹亞式諷刺
曼尼匹亞式諷刺（英語：Menippean Satire）或曼式諷刺，是一種文學的諷刺形式，通常是散文，其特點是攻擊心態而不是特定的個人或實體。它被廣泛描述為寓言、流浪漢敘事和諷刺評論的混合體。其他特徵是不同形式的模仿和神話滑稽、對傳統文化繼承的神話的批判、狂想曲的性質、碎片化的敘事，在各不同觀點切換。